# W·A·R·古德溫
W·A·R·古德溫（全名William Archer Rutherfoord Goodwin，1869年6月18日–1939年9月7日）是美国弗吉尼亚州威廉斯堡Bruton Parish Church的牧師，他在20世紀早期发起了保护殖民地威廉斯堡的运动，被誉为“殖民地威廉斯堡之父”。
古德溫尋求外界的支持和財務支援，石油大王洛克菲勒成了他的主要財務支援，其他还有慈善家John D. Rockefeller Jr.及其妻子Abby Aldrich Rockefeller。他們共同努力創立了殖民地威廉斯堡，恢復了許多威廉斯堡殖民時代的地區，以纪念美國早期的歷史。今天，殖民地威廉斯堡是維吉尼亞歷史三角的焦點，與詹姆斯鎮和約克鎮一起构成殖民地大路。
殖民地威廉斯堡雖然溢著18世紀的氛围，但仍有人對殖民地威廉斯堡存有不滿,如當地的環境太乾淨，而且沒有反映殘暴的奴隸制。
1939年，古德溫去世。洛克菲勒親自在墓地裏安放了一塊紀念牌。